# Taxi au Japon
Au Japon, le taxi (タクシー, takushi) est un moyen de transport important dans la plupart des grandes villes. Les taxis au Japon ont tendance à avoir des tarifs assez élevés parmi les pays économiquement développés. Il y plus de 260 000 taxis sur l'archipel et plus de 35 000 rien qu'à Tokyo où 330 compagnies de taxis opèrent dans la capitale japonaise. Les taxis sont reconnaissables à leurs néons sur le toit. Un taxi libre porte l'inscription 空車 (kuusha) tandis qu'un taxi occupé porte l'inscription 賃走 (chinso).

## Réglementation

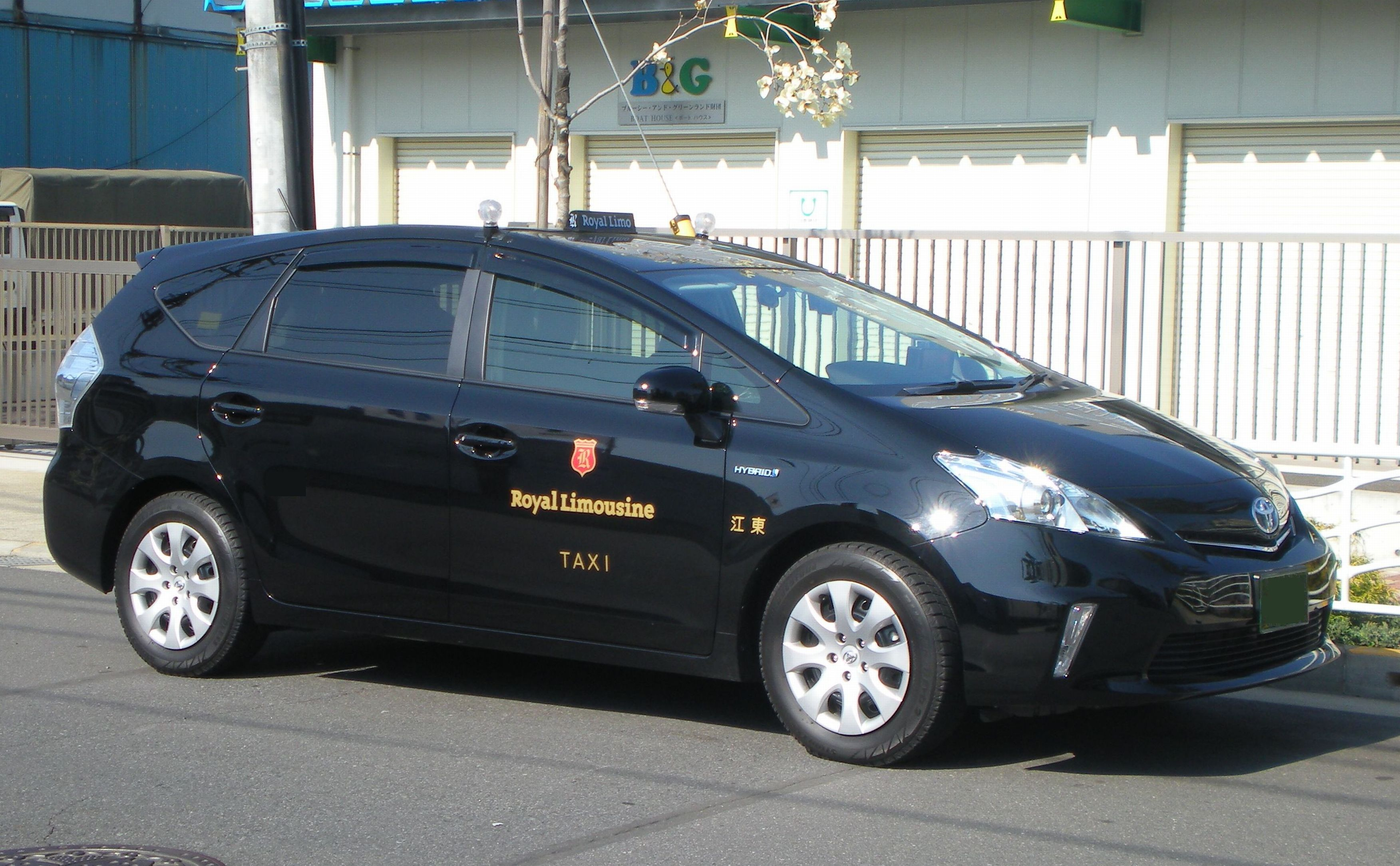
Taxi de type Royal Limousine à Tokyo.

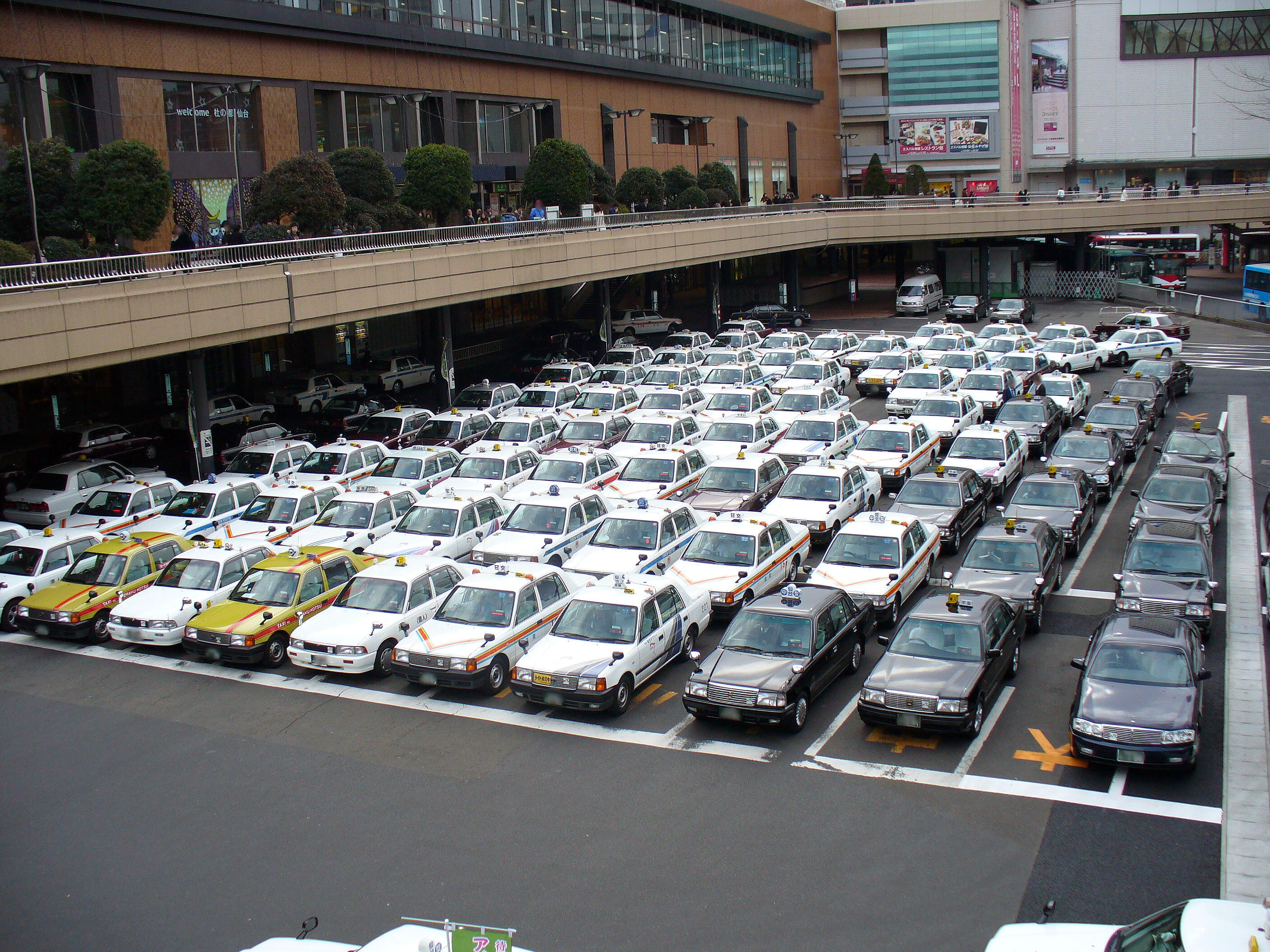
Stand de taxis à Sendai.

Dans la plupart des régions, les taxis ont tendance à avoir divers styles et coloris. Ceci est dû à la souplesse de la réglementation japonaise en ce qui concerne le design des taxis. Chaque compagnie de taxi est donc libre d'adopter un style et une couleur à ses voitures. Dans la ville d'Osaka, la plupart des taxis sont de couleur noire car ils sont de type Royal Limousine.

## Types
- Grande taille (大型車, ōgatasha?), jusqu'à 5 passagers
- Moyenne taille (中型車, chūgatasha?), jusqu'à 4 passagers
- Petite taille (小型車, kogatasha?), jusqu'à 4 passagers

La différence entre les taxis de moyenne taille et de petite taille concerne surtout la longueur du véhicule et la taille du coffre.

## Véhicules

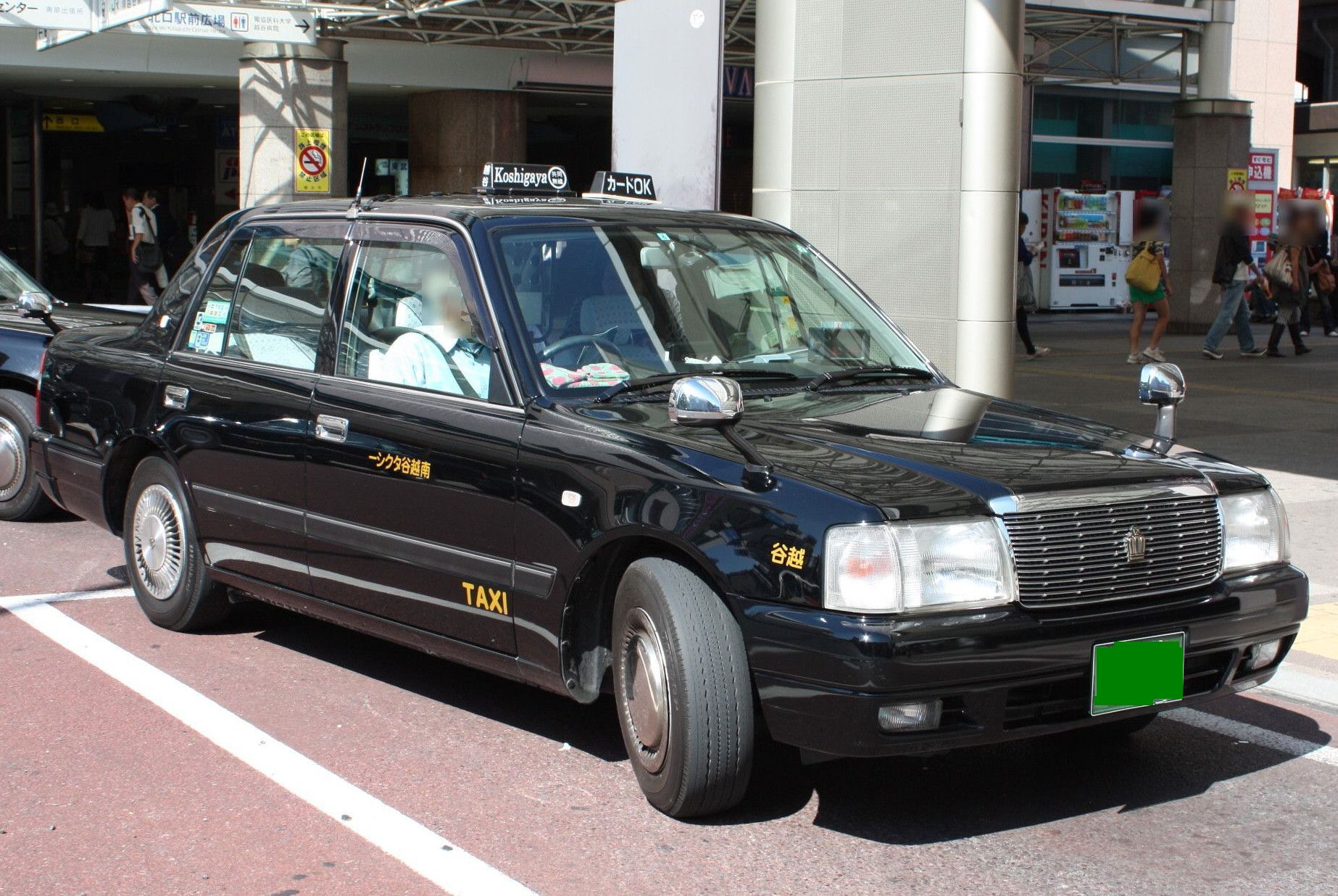
Taxi Toyota Crown Comfort à Minami.

- Toyota Crown
- Toyota JPN Taxi
- Toyota Prius +

## Particularité
Pour la plupart des taxis, la porte étant automatique, les manœuvres d'ouverture et de fermeture de la porte arrière gauche sont effectuées par le chauffeur et non par le client.